# Takanori Sugeno
Takanori Sugeno (菅野 孝憲, Sugeno Takanori; Fujimi, Prefectura de Saitama, 3 de mayo de 1984) es un jugador profesional de fútbol japonés que juega en la posición de guardameta en el Hokkaido Consadole Sapporo de la J2 League, la segunda división de Japón.

## Carrera
Debutó en 2003 en el Yokohama FC, en aquel momento en la J. League 2. Al año siguiente anotó su único gol en su carrera. En 2006 su equipo logró el ascenso a la J1 League, a la vez logrando el récord de 770 minutos sin conceder un gol quebrando así la marca que poseía el Shimizu S-Pulse en el año 1993 (731 minutos). Ya en 2007 fue nombrado el novato del año de la J1 League. Finalizó su etapa en Yokohama con 199 partidos entre liga y copa y un gol. En 2008 fichó por el Kashiwa Reysol donde algunos consideraron que su fichaje era poco innecesario ya que el club contaba con un buen arquero llamado Yuta Minami. Rápidamente se adueña del arco de su nuevo equipo. En la Suruga Bank 2014 donde su equipo se enfrentaba a Lanús de la Argentina (el campeón de la Copa Sudamericana 2013), tuvo roces con los jugadores rivales Santiago Silva y Diego González. el partido terminó con un triunfo del Kashiwa 2 a 1 con un polémico penal a favor para el equipo japonés en los últimos minutos. Tras 8 temporadas en el club, en 2016 ficha por el Kyoto Sanga de la J. League 2 donde también se adueña de la titularidad del arco.

## Clubes
| Club                       | País  | Año       |
| -------------------------- | ----- | --------- |
| Yokohama FC                | Japón | 2003-2007 |
| Kashiwa Reysol             | Japón | 2008-2015 |
| Kyoto Sanga F. C.          | Japón | 2016-2019 |
| Hokkaido Consadole Sapporo | Japón | 2018-     |

## Palmarés

### Campeonatos nacionales
| Título             | Club           | País  | Año  |
| ------------------ | -------------- | ----- | ---- |
| J. League 2        | Kashiwa Reysol | Japón | 2010 |
| J1 League          | Kashiwa Reysol | Japón | 2011 |
| Supercopa de Japón | Kashiwa Reysol | Japón | 2012 |
| Copa del Emperador | Kashiwa Reysol | Japón | 2012 |
| Copa J. League     | Kashiwa Reysol | Japón | 2013 |

### Campeonatos internacionales
| Título           | Club           | País  | Año  |
| ---------------- | -------------- | ----- | ---- |
| Copa Suruga Bank | Kashiwa Reysol | Japón | 2014 |